# Нігір
Нігі́р (рос. Нигирь) — село у складі Ніколаєвського району Хабаровського краю, Росія. Адміністративний центр Нігірського сільського поселення.

## Населення
Населення — 443 особи (2010; 639 у 2002).
Національний склад (станом на 2002 рік):
- росіяни — 87 %